# Zumbido elétrico

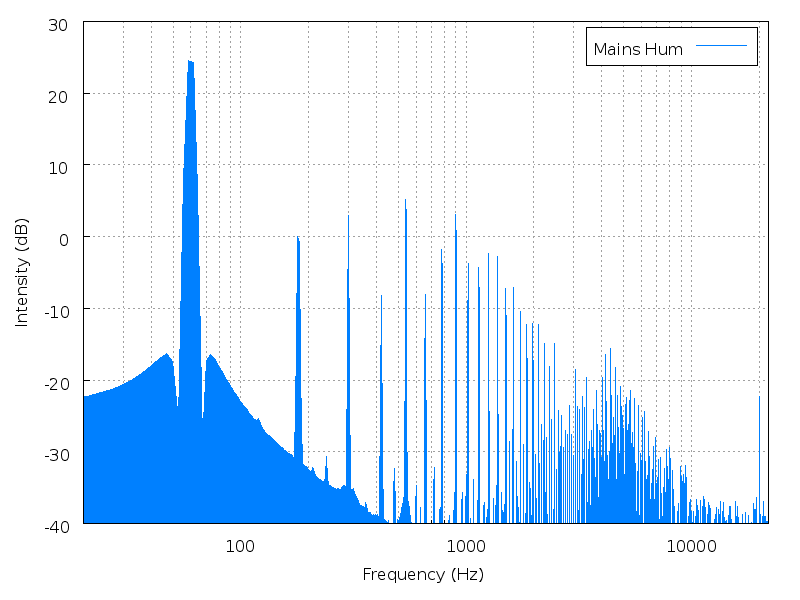
Exemplo de espectro de zumbido da corrente em 60 Hz. Note-se que a frequência fundamental (no caso, 60 Hz) tem amplitude maior, ao passo que as demais frequências (que originam o "zumbido") têm amplitudes menores.

Zumbido elétrico, zumbido causado pela rede elétrica, ou ainda zumbido de linha de alimentação é um som associado com a e gerado pela corrente elétrica alternada de frequência industrial da rede de energia elétrica. A freqüência fundamental desse som ("zumbido de origem elétrica") normalmente é de 50 Hz ou 60 Hz, conforme a frequência padrão da linha local de energia. Esse som tem, muitas vezes, alto teor em frequências harmônicas acima de 50-60 Hz. Pela presença de corrente elétrica de frequência industrial na parte principal de potência (entrada ou "circuitos de alimentação") do equipamento de áudio, bem como pela abrangência moderna de campos eletromagnéticos de CA das linhas de transmissão & distribuição e seus equipamentos, e dos aparelhos, usualmente em 50/60 Hz, o "ruído elétrico" pode entrar em sistemas de áudio, e é ouvido como "zumbido [indiretamente vindo da] rede" a partir dos alto-falantes. Pode ser também um "zumbido [diretamente vindo da] rede", oriundo e ouvido das próprias redes de energia elétrica, bem como dos seu equipamentos de potência, tais como os transformadores, de rede (mais distribuídos), ou de subestações (mais distantes), causado por vibrações mecânicas do tanque e dos acessórios, induzidas pelas intensas correntes alternadas envolvidas. Esse ruído direto pode ser, muitas vezes, ouvido nas proximidades dos reatores e equipamentos de iluminação pública.

## Causas do zumbido elétrico
Zumbido elétrico no entorno de transformadores é causado por campos magnéticos dispersos, que levam o tanque (corpo principal do transformador) e seus acessórios a vibrar. Magnetostrição é uma segunda fonte de vibração, fenômeno pelo qual o núcleo (geralmente fabricado de chapas de aço unidas) muda constantemente de forma, quando exposto aos campos magnéticos. A intensidade dos campos, e, assim, a intensidade do "zumbido" é, também, função da tensão aplicada. Pelo fato de a densidade do fluxo magnético ser duas vezes mais forte a cada ciclo de onda elétrica, a frequência fundamental do zumbido será o dobro da frequência fundamental da rede eléctrica. Harmônicos adicionais acima de 100 Hz ou 120 Hz são devidos ao comportamento não-linear dos materiais magnéticos mais comuns.
Adicionalmente, nas proximidades de linhas de transmissão de energia elétrica em alta tensão, outro zumbido pode surgir, produzido por efeito corona, devido à ionização alternada nas regiões de maior intensidade de campo elétrico.
No âmbito do reforço de som (como em sistemas de áudio-transmissão pública e alto-falantes), zumbido elétrico é muitas vezes causada por indução eletromagnética. Esse zumbido é gerado pela oscilação da corrente elétrica induzida nos sensíveis circuitos de áudio (de alto ganho ou alta impedância) pelos campos eletromagnéticos alternados que emanam das proximidades de rede elétrica de potência, supridos por dispositivos como transformadores de energia. A feição sonora desse tipo de zumbido elétrico é, então, reproduzida por amplificadores e alto-falantes.
Outra grande fonte de zumbido em equipamento de áudio são as impedâncias elétricas compartilhadas; quando uma forte corrente flui num condutor (um elo de aterramento), um pequeno dispositivo de sinal também é ligado. Todos condutores, na prática, apresentam um valor finito, ainda que pequeno, de resistência elétrica, e essa pequena resistência significa que os dispositivos que utilizam diferentes pontos do condutor como referência de aterramento elétrico terão  potenciais um pouco diferentes. Esse zumbido é, normalmente, um segundo harmônico da frequência da linha de alimentação (100 Hz ou 120 Hz), dado que as intensas correntes de terra provêm de fontes de alimentação CA para CC que retificam a forma de onda de corrente. [Ver, também, ciclo de aterramento elétrico]
Em equipamentos a válvula eletrônica, uma fonte potencial de zumbido é a corrente de fuga entre filamento e catodo das válvulas. Ainda a emissão eletrônica direta pelo filamento, ou seus campos magnéticos podem causá-lo. Válvulas para certas aplicações podem ter filamento em corrente contínua, para evitar essa fonte de ruído.
Ainda em equipamentos eletrônicos de vídeo analógico, vazamentos de sinais podem dar origem a zumbidos muito semelhantes ao zumbido oriundo da rede.

## Tom musical do zumbido
Numa escala musical temperada com A=440 Hz, um tom de 60 Hz (que pode ser de zumbido) está quase exatamente a meio caminho entre A♯ (58,24 Hz) e B (61,68 Hz) duas oitavas abaixo do dó Médio (261,63 Hz), enquanto um tom de 50 Hz (que, também, pode ser de zumbido) está entre G (49.04 Hz) e G♯ (51,93 Hz) duas oitavas abaixo do dó Médio (261,63 Hz), mas um pouco mais plana do que o quarto-de-tom. Essas notas estão dentro do alcance musical de um baixo de quatro cordas. Os exemplos a seguir mostram a feição sonora de zumbidos, tanto de 50 Hz como de 60 Hz:
|                                                    | "Zumbido de rede" em 50 Hz 5 s de "zumbido de rede" em 50 Hz |
| Problemas para escutar este arquivo? Veja a ajuda. |                                                              |

|                                                    | "Zumbido de rede" em 60 Hz 5 s de "zumbido de rede" em 60 Hz |
| Problemas para escutar este arquivo? Veja a ajuda. |                                                              |

## Tratamento do zumbido

### Prevenção
Muitas vezes, verifica-se que o zumbido elétrico em um local é gerado por um ciclo de aterramento elétrico. Nesse caso, um amplificador e uma mesa de mistura estão, geralmente, distantes um do outro. O chassi de cada item é aterrado pelo pino de aterramento da rede e, também, conectado ao longo do caminho, por uma via diferente, mediante a capa condutora externa (malha do cabo blindado). Como esses dois aterramentos não se dão lado a lado, um circuito elétrico em laço (um loop) é formado. Esse mesmo problema ocorre entre instrumentos musicais amplificadores de palco e a mesa de mistura. Para corrigir isso, os equipamentos de palco, muitas vezes, têm uma "chave local de aterramento", que interrompe esse laço. Outra solução é ligar a origem e o destino por meio de um transformador de isolamento de relação 1:1, chamado de compensador de áudio (audio humbucker) ou iso-bobina. Outra [aparente] solução — e extremamente perigosa — é desconectar do aterramento local com adaptador CA, ou simplesmente eliminar (quebrar) o pino de terra do plugue de alimentação utilizado na mesa de mistura. Dependendo do projeto e do arranjo dos equipamentos de áudio, tensões fatais entre a [agora isolada] "massa elétrica" da mesa de mistura e a terra podem, assim, desenvolver-se. Qualquer contato — acidental ou incidental — entre os terminais ativos da linha CA e o chassi do equipamento energizará todas as blindagens dos cabos e equipamentos interconectados, colocando em risco de choque as pessoas que com eles lidam.

### Neutralização
Neutralização por polaridade indutiva contrária (no jargão de áudio, em inglês, humbucking) é uma técnica de introdução de pequena quantidade de sinal contrário, em frequência de linha, para cancelar diretamente qualquer zumbido introduzido, ou contribuir para cancelar eletricamente seu efeito induzido na linha.
Com isso, o zumbido que está causando incômodos, geralmente em sistemas de áudio ou vídeo, é eliminado ou reduzido. Num "captador compensado", de guitarra elétrica ou microfone, usam-se duas bobinas em vez de uma só, em polaridades contrárias, e o zumbido induzido nas duas bobinas cancela-se, mantendo o sinal para o movimento das cordas de guitarra, ou diafragma do microfone.
Em certos receptores de rádio valvulados, um enrolamento na bobina dinâmica de campo do alto-falante pode ser ligado em série com a fonte de alimentação, atuando como filtro seletivo, no intuito de cancelar qualquer zumbido residual.
Algumas outros aplicações usuais desse processo podem ocorrer em:
- Transformadores ou bobinas compensadoras usadas em sistemas de vídeo;
- Telefone e sistemas de áudio e fiação de comunicação de computadores.

## Em música
Em instrumentos musicais, o zumbido é geralmente tratado como incômodo, e várias adequações elétricas são feitas para eliminá-lo. Por exemplo, captadores em guitarras elétricas são projetados para reduzir o zumbido. Às vezes, o zumbido é aproveitado de forma criativa (por exemplo, em efeitos musicais).

## Em sistemas de áudio
O zumbido em linhas de áudio pode ser atenuado usando uma filtro rejeita-faixa adequado.

## Em sistemas de vídeo
Em equipamentos analógicos de vídeo, o zumbido da rede pode ser visto como barras coloridas (faixas de cor e brilho levemente diferentes) rolando verticalmente na tela. A frequência vertical em sistemas de televisão de difusão é escolhida para corresponder à frequência da linha, para minimizar a perturbação que essas faixas causam à imagem. Faixas de zumbido podem também ser causadas por laços de aterramento em cabos de entrega de sinais de vídeo analógico, em cabos que transmitem esse sinais de vídeo, bem como por insuficiente filtragem na fonte de alimentação, ou, ainda, por interferência magnética com tubo de raios catódicos.

## Em análise forense
A análise de frequência de rede elétrica é uma técnica forense e pericial para a validação de gravações de áudio, mediante a comparação entre as mudanças de frequência na alimentação de segundo plano na gravação com registros históricos de alta precisão de longo prazo das alterações de frequência, contidos em um banco de dados esepcífico. O sinal de zumbido da rede é tratado como se fosse u'a "marca d'água digital" dependente do tempo, que pode ser usada para encontrar quando a gravação foi criada e para ajudar a detectar quaisquer edições eventuais na gravação do áudio submetida a exame.